# Торрехон, Клаудио
Клаудио Торрехон Тинео (исп. Claudio Torrejón Tineo; род. 14 мая 1993 года, Лима, Перу) — перуанский футболист, полузащитник клуба «Феникс» (Монтевидео).

## Клубная карьера
Торрехон начал профессиональную карьеру в клубе «Спортинг Кристал» из своего родного города. 13 февраля 2011 года в матче против «Мельгара» он дебютировал в перуанской Примере, заменив во втором тайме Менсуна Куину. В своём втором сезоне Клаудио стал чемпионом страны, но почти не выходил на поле и принял решение покинуть команду. В начале 2013 года он присоединился к «Универсидад Сан-Мартин». 9 февраля в поединке против своего бывшего клуба «Спортинг Кристал» Торрехон дебютировал за новую команду. В «Универсидаде» Клаудио также редко выходил на поле и после двух сезонов он покинул страну.
Летом 2015 года Торрехон подписал контракт с армянским «Улиссом». 2 августа в матче против «Арарата» он дебютировал в чемпионате Армении. В начале 2016 года Клаудио перешёл в «Бананц». 2 марта в поединке против «Пюника» он дебютировал за новую команду. В том же году Торрехон помог клубу выиграть Кубок Армении.
В начале 2017 года Клаудио перешёл в уругвайский «Феникс». 4 февраля в матче против «Суд Америка» он дебютировал в уругвайской Примере.

## Международная карьера
В 2011 году в составе молодёжной сборной Перу Торрехон принял участие в домашнем молодёжном чемпионате Южной Америки. На турнире он сыграл в матчах против команд Чили, Венесуэлы и Уругвая.
В 2013 году Клаудио принял участие в молодёжном чемпионате Южной Америки в Аргентине. На турнире он сыграл в матчах против команд Бразилии, Чили,  Уругвая и Эквадора.

## Достижения
Командные
 «Спортинг Кристал»
- Чемпионат Перу по футболу — 2012

 «Бананц»
- Обладатель Кубка Армении — 2015/2016